# Charles Jeanne
Charles Jeanne (París, 15 de mayo de 1800-11 de julio de 1837) fue un guardia nacional y escritor francés, uno de los líderes de la insurrección de junio de 1832 en París.
Sus memorias, tituladas A Cinq Heures Nous Serons Touts Morts, inspiraron a Víctor Hugo para crear las escenas de las barricadas de Los miserables.

## Biografía
Nació en París. Su padre era un empleado de almacén y Jeanne acudía a ayudarle. Asistió a un colegio de Caen, pero tuvo que dejar de ir a los 14 años a causa de los problemas económicos de su familia. Estuvo un año en el Ejército.
Se vio involucrado en la revolución de 1830, donde resultó herido. Luis Felipe I le condecoró con una medalla por su arrojo. 